# 芒氏條鰨
芒氏條鰨為輻鰭魚綱鰈形目鰨亞目鰨科的其中一種，為熱帶海水魚，分布於中西太平洋巴布亞紐幾內亞半鹹水、海域，棲息在底層水域，生活習性不明。

## 扩展阅读
維基物種上的相關：芒氏條鰨